# Los Barrios de Luna
Los Barrios de Luna település Spanyolországban, León tartományban. Lakosainak száma 294 fő (2024).

## Földrajza
Los Barrios de Luna Carrocera, Soto y Amío, Riello, Sena de Luna és La Pola de Gordón községekkel határos.

## Népesség
A település lakosságának változását az alábbi diagram mutatja:
| Lakosok száma | 335  | 329  | 312  | 318  | 317  | 329  | 310  | 314  | 299  | 294  |
|               | 2001 | 2004 | 2007 | 2009 | 2012 | 2014 | 2017 | 2019 | 2022 | 2024 |